# Топонимия Монако

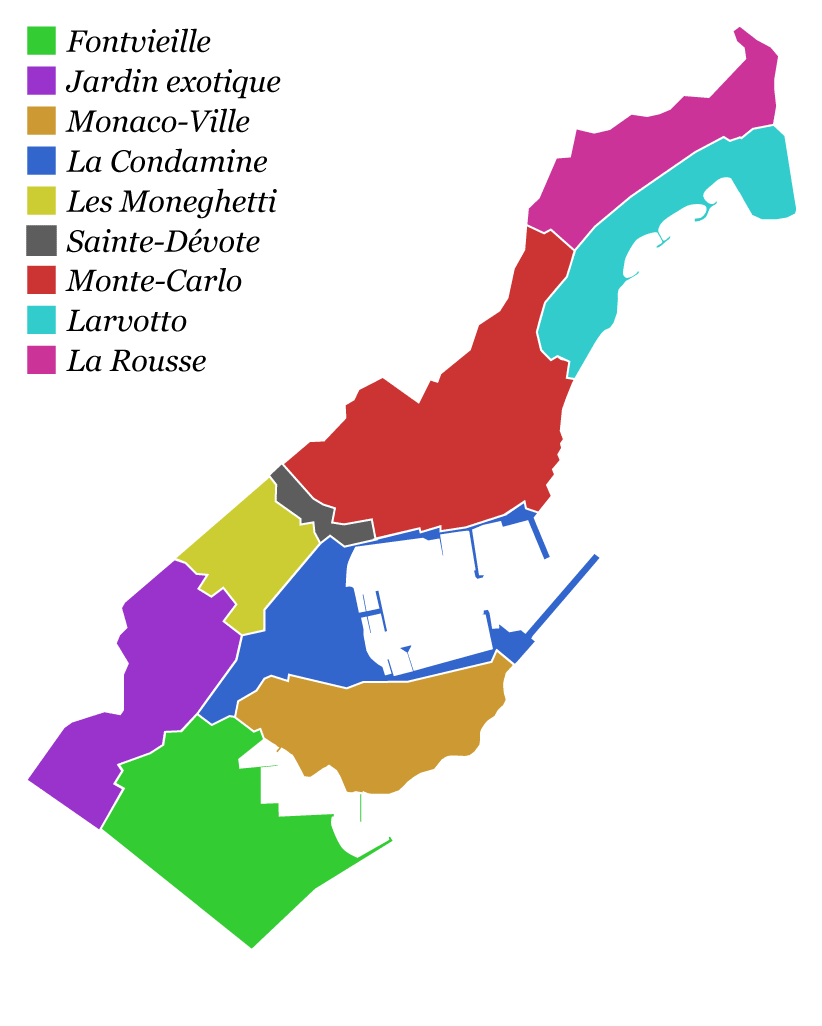
Районы Монако

Топонимия Монако — совокупность географических названий, включающая наименования природных и культурных объектов на территории княжества Монако. Структура и состав топонимии страны обусловлены её географическим положением и богатой историей.

## Этимология названия
По мнению В. А. Никонова, скала, на которой расположен город Монако (древнейшая часть княжества), с VII—VI веков до н. э. была местом культа Геркулеса Отшельника (пустынника), древнегреческое слово моноикос «отшельник» (из этого — монах) восходит к финикийскому языку. В древнегреческом языке это слово подверглось переосмыслению по сходству со словом менуха — «место пристани». Согласно оценке Е. М. Поспелова, топоним упоминается римскими авторами на рубеже н. э. как место культа Геркулеса агх или portus Monoecus, где Monoecus — греч. «одиноко живущий» (одно из прозвищ Геркулеса), латинское агх — «замок, крепость», «гора, холм», «прибежище, местопребывание», portus — «порт, пристань, гавань», «убежище, прибежище». В 1078 году — Portu Monacho, позже Monaco (Монако).

## Топонимическая политика
Княжество Монако не имеет специального органа, занимающегося вопросами топонимической политики.